# Guido Castelnuovo

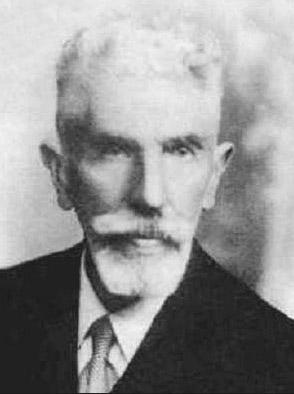
Guido Castelnouvo

Guido Castelnuovo (n. 14 august 1865 - d. 27 aprilie 1952) a fost un matematician italian.
Tatăl său, Enrico Castelnuovo, a fost scriitor și luptător pentru unificarea Italiei.

## Contribuții
A fost profesor de geometrie analitică și proiectivă la Universitatea din Roma.
Este cunoscut pentru contribuțiile sale în domeniul geometriei algebrice, statisticii și teoriei probabilităților.
De asemenea, are contribuții și în filozofia științelor naturii.

## Scrieri
- 1903: Geometria analitica e proiettiva
- 1919: Calcolo delle probabilità
- 1913: Spazio e tempo secondo le vedute di A. Einstein
- 1913: Lezioni di Geometria analitica e proiettiva.